# Christian Nußbaum

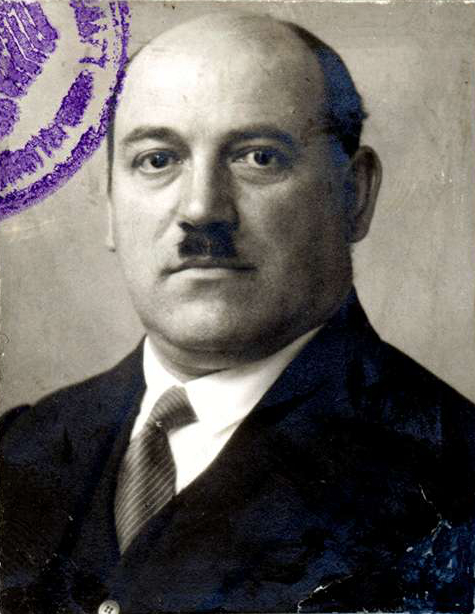
Christian Daniel Nußbaum

Christian Daniel Nußbaum (auch Nussbaum, * 9. Juli 1888 in Straßburg; † 25. Juni 1939 in Wiesloch) war ein deutscher Politiker (SPD) und badischer Landtagsabgeordneter. Während der nationalsozialistischen „Machtergreifung“ erschoss Nußbaum im März 1933 in Freiburg im Breisgau zwei Polizisten, die ihn in „Schutzhaft“ nehmen wollten. Nußbaum wurde später für schuldunfähig erklärt; der Tod der beiden Polizisten wurde von den Nationalsozialisten in Baden als Vorwand für ein verschärftes Vorgehen gegen die Arbeiterbewegung genutzt.

## Leben
Nußbaum besuchte die Volks- und die Mittelschule und absolvierte ab 1902 an der Straßburger Kunstgewerbeschule eine Lehre als Kunstgewerbler. 1907 legte er die Abschlussprüfung in Modellieren und Holzbildhauerei ab und erwarb die Berechtigung zur Lehrlingsausbildung. Später studierte er in Berlin Recht, Kunstgeschichte und Philosophie. Nußbaum war von 1914 bis 1918 Soldat im Ersten Weltkrieg. Er nahm an der Schlacht an der Somme teil und wurde in Rumänien eingesetzt. Nußbaum, seinen Angaben im Landtagshandbuch zufolge konfessionslos, war mit einer Jüdin verheiratet.
1911 trat Nußbaum der SPD bei. Nach der Novemberrevolution gehörte er von 1919 bis 1922 dem Oberausschuss für Kriegsschäden in Berlin an und war bis 1926 Mitglied im Beirat beim Reichsministerium des Innern. Zwischen 1922 und 1926 war er Sachverständigenbeisitzer im Reichswirtschaftsgericht. 1927 zog er nach Freiburg, wo er als Kaufmann tätig war. Im Oktober 1929 wurde er in den Badischen Landtag gewählt. Im Parlament war er Schriftführer im Geschäftsordnungsausschuss. Zudem war Nußbaum Stadtverordneter in Freiburg.
Während der nationalsozialistischen Machtergreifung ordnete der badische NSDAP-Gauleiter und Reichskommissar Robert Wagner eine Polizeiaktion gegen sozialdemokratische und kommunistische Funktionäre an, die vorgeblich „zur Sicherung der öffentlichen Ruhe und Ordnung“ verhaftet werden sollten. Unter den zur Verhaftung Vorgesehenen war auch Nußbaum, dem bis zur Neubildung des Badischen Landtags infolge des Gleichschaltungsgesetzes vom 31. März 1933 noch Abgeordnetenimmunität zustand. Am 17. März drangen um 4:15 Uhr morgens Polizisten in Nußbaums Wohnung in Freiburg ein, um einen „Schutzhaftbefehl“ zu vollstrecken. Nußbaum hatte die Wohnungstür nicht geöffnet und befand sich im verschlossenen Schlafzimmer. Da es einem hinzugezogenen Schlosser nicht gelang, die Zimmertür zu öffnen, drückten die Polizisten die Tür ein. In diesem Moment gab Nußbaum mehrere Schüsse ab, durch die zwei Polizisten getroffen wurden. Ein Polizist starb sofort; ein zweiter erlag mehrere Tage später seinen Verletzungen. Als Nußbaum versichert wurde, es handele sich um „die uniformierte, die blaue Polizei“, kam er freiwillig mit zur Polizeiwache.
In nicht-nationalsozialistischen Presseorganen wurde sofort vermutet, dass Nußbaum „in einem Anfall geistiger Umnachtung“ gehandelt habe. Nußbaum war seit Sommer 1932 in psychiatrischer Behandlung gewesen. Die nationalsozialistische Presse sah den Tod der Polizisten hingegen als Beweis „marxistischen Verbrechertums“. Die Karlsruher NSDAP-Gauzeitung Der Führer behauptete, Nußbaum habe die Tat mit „einer Kaltblütigkeit ohnegleichen“ vorbereitet und hatte keinen Zweifel, dass Reichskommissar Wagner „die Mordtat mit aller brutalen Strenge des Gesetzes sühnen wird“. Wagner befahl noch am 17. März die Verhaftung aller badischen Abgeordneten von SPD und KPD und das Verbot aller Zeitungen sowie sämtlicher Wehr- und Jugendverbände beider Parteien. Der Jurist Horst Rehberger vergleicht Wagners Vorgehen mit der nach dem Reichstagsbrand erlassenen Reichstagsbrandverordnung: Wagner nutzte den Tod der beiden Polizisten als „willkommenen Vorwand“, um „seinen ‚Kampf gegen den Marxismus‘ noch erheblich zu verschärfen“.
In Freiburg rief die NSDAP zu einer Massenkundgebung auf, auf der Kreisleiter Franz Kerber forderte, „daß der Mörder mit der äußersten Strafe bestraft gehört, die es für ein solches Verbrechen auch nur gibt“. Die Nationalsozialisten seien bereit, „jeden Mörder und jeden Feind des Volkes am höchsten Baume aufzuhängen“. Zudem forderte Kerber die Amtsenthebung des Oberbürgermeisters Karl Bender (Zentrum), weil er angeblich den Tod der Polizisten als „schweren Unglücksfall“ bezeichnet habe. Tatsächlich stammte die Formulierung vom Intendanten des Freiburger Stadttheaters, das auf Bitten Benders wegen des Todes der Polizisten eine Aufführung absagte.
Karl Schelshorn, der am Tatort gestorbene Polizeihauptwachtmeister, wurde in einem Staatsbegräbnis beigesetzt, an dem die gesamte badische Staatsregierung teilnahm. Schelshorn wohnte im gleichen Haus wie Nußbaum und hatte sich an dem Einsatz beteiligt, nachdem er durch den Lärm aufmerksam geworden war. Der Kriminalbeamte Johann Baptist Weber starb einige Tage nach Schelshorns Beerdigung; er erhielt ein sehr eingeschränktes Staatsbegräbnis. Die Barbarastraße, in der Nußbaum zuletzt wohnte, wurde in Schelshorn-Weber-Straße umbenannt. Am 30. Januar 1936 wurde am Tatort ein Denkmal enthüllt. Nach der Befreiung vom Nationalsozialismus wurde die Straßenumbenennung rückgängig gemacht und das Denkmal entfernt.

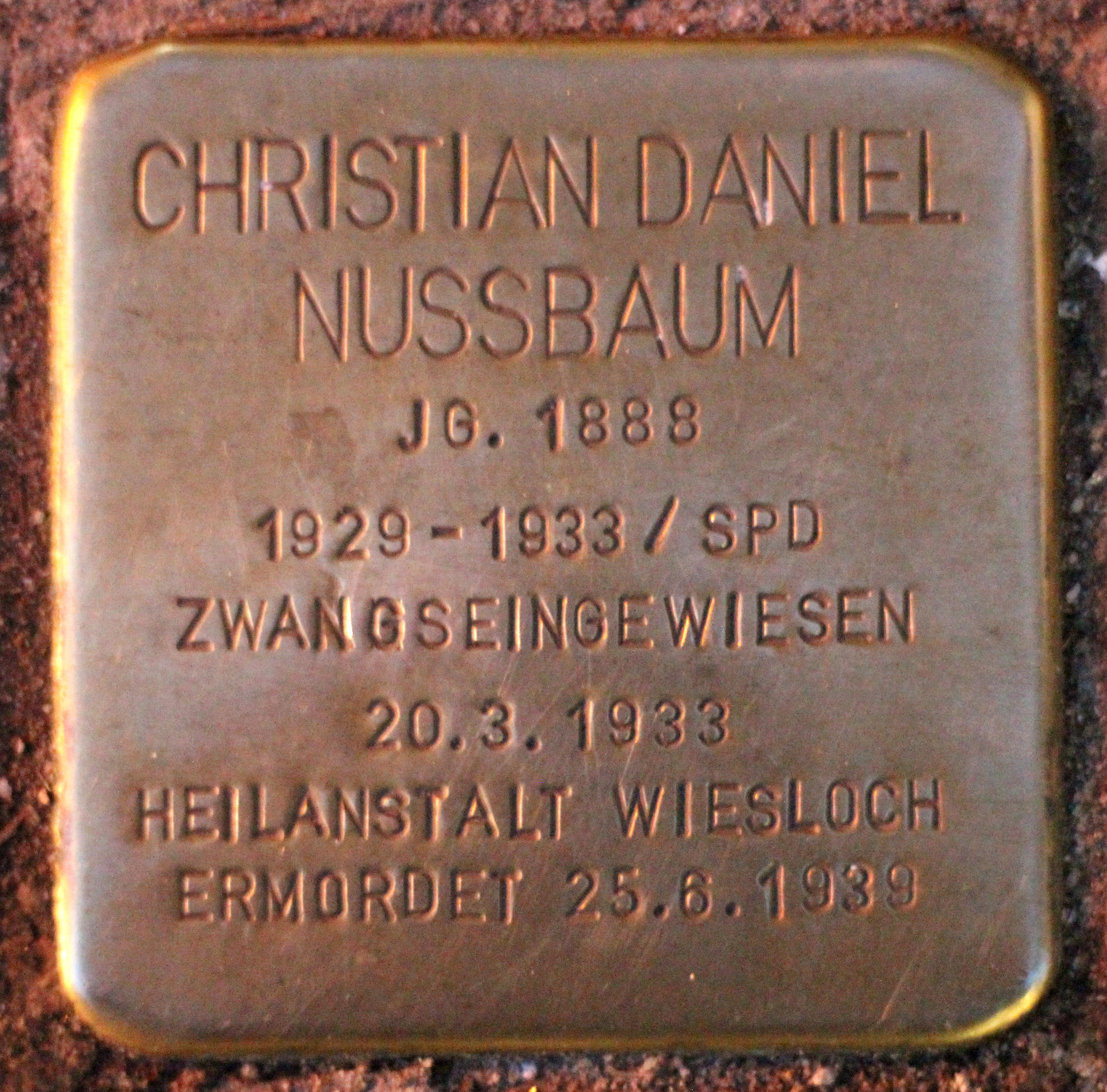
Stolperstein für Nußbaum in Karlsruhe, 2017 entfernt; 2025 mit gleichem Text wieder eingefügt.

Nußbaum wurde zunächst in der Vollzugsanstalt Freiburg festgehalten und am 20. März 1933 in die Heil- und Pflegeanstalt Wiesloch gebracht. Ein anfänglich geheim gehaltenes Gutachten sah Nußbaum als schuldunfähig an. Im November 1933 entschied das Landgericht Freiburg anhand mehrerer übereinstimmender Gutachten, dass Nußbaum nicht strafrechtlich zur Verantwortung gezogen werden könne. Ein erhaltenes Gutachten stellt die Diagnose Progressive Paralyse und bezeichnet Nußbaum als „eingefleischte[n] Sozialist[en]“; ihm werden „Umtriebigkeit und Redseligkeit, Ideenflucht, Denkschwäche, Urteilsschwäche, Größenwahn“ unterstellt. Gegenüber Ärzten der Wieslocher Anstalt gab Nußbaum an, sich im Ersten Weltkrieg mit Syphilis infiziert zu haben. Während seiner Zeit im Landtag habe seine Überarbeitung zu einem Schwächeanfall geführt, woraufhin ihm sein Arzt die Tätigkeit als Abgeordneter verboten habe. Nachdem er mehrere Drohbriefe erhalten habe, habe er sich einen Waffenschein ausstellen lassen. Seine Tat erklärte Nußbaum als Notwehr; er sei davon überzeugt gewesen, dass es sich bei den in seine Wohnung eingedrungenen Menschen um politisch motivierte Kriminelle gehandelt habe. Der Jurist Rupert Hourand verweist auf den Tod des Kieler Sozialdemokraten Wilhelm Spiegel, der am 12. März 1933 von Nationalsozialisten, die sich als Polizisten ausgaben, ermordet worden war.

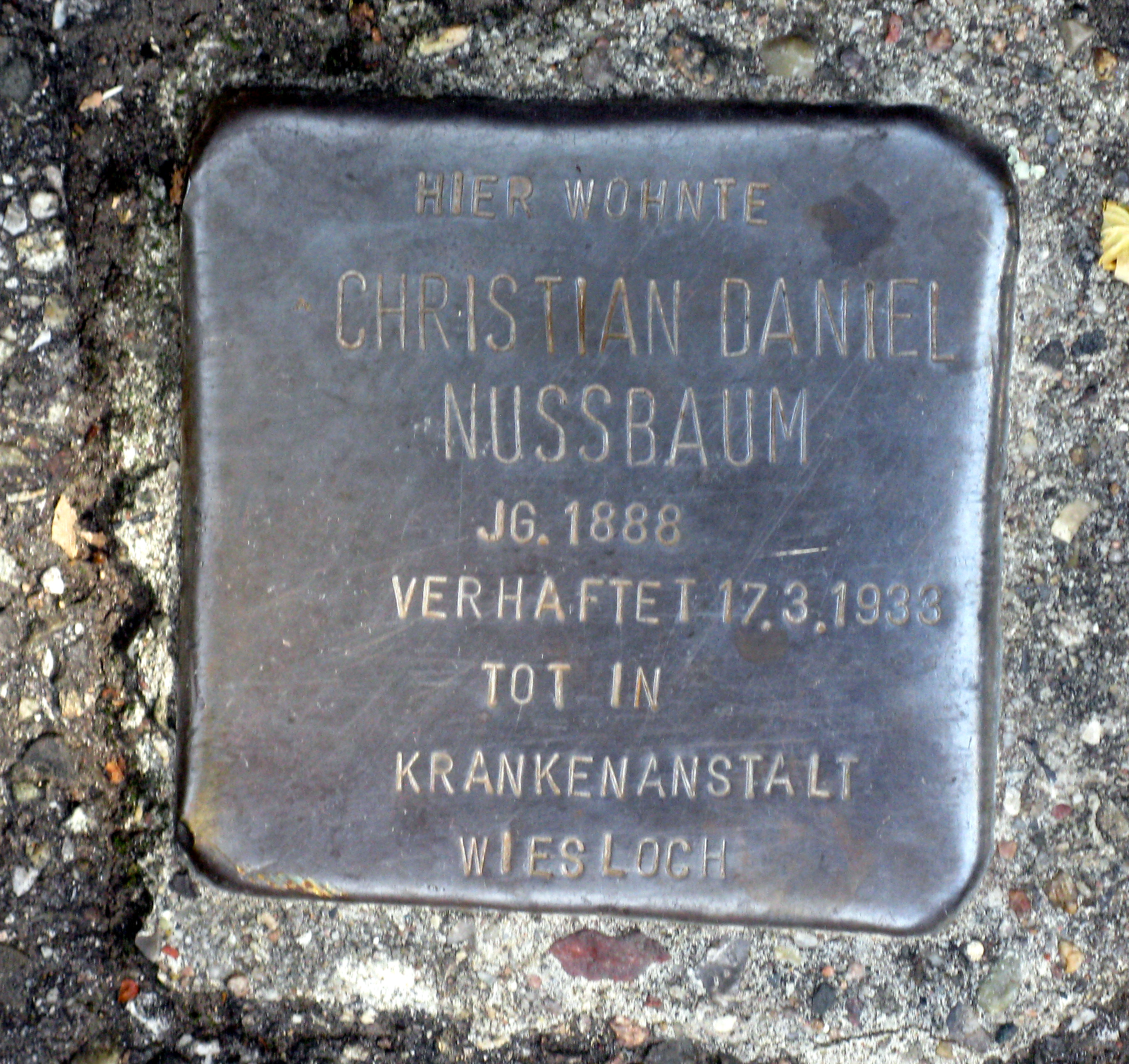
Stolperstein in der Freiburger Landsknechtstraße 9

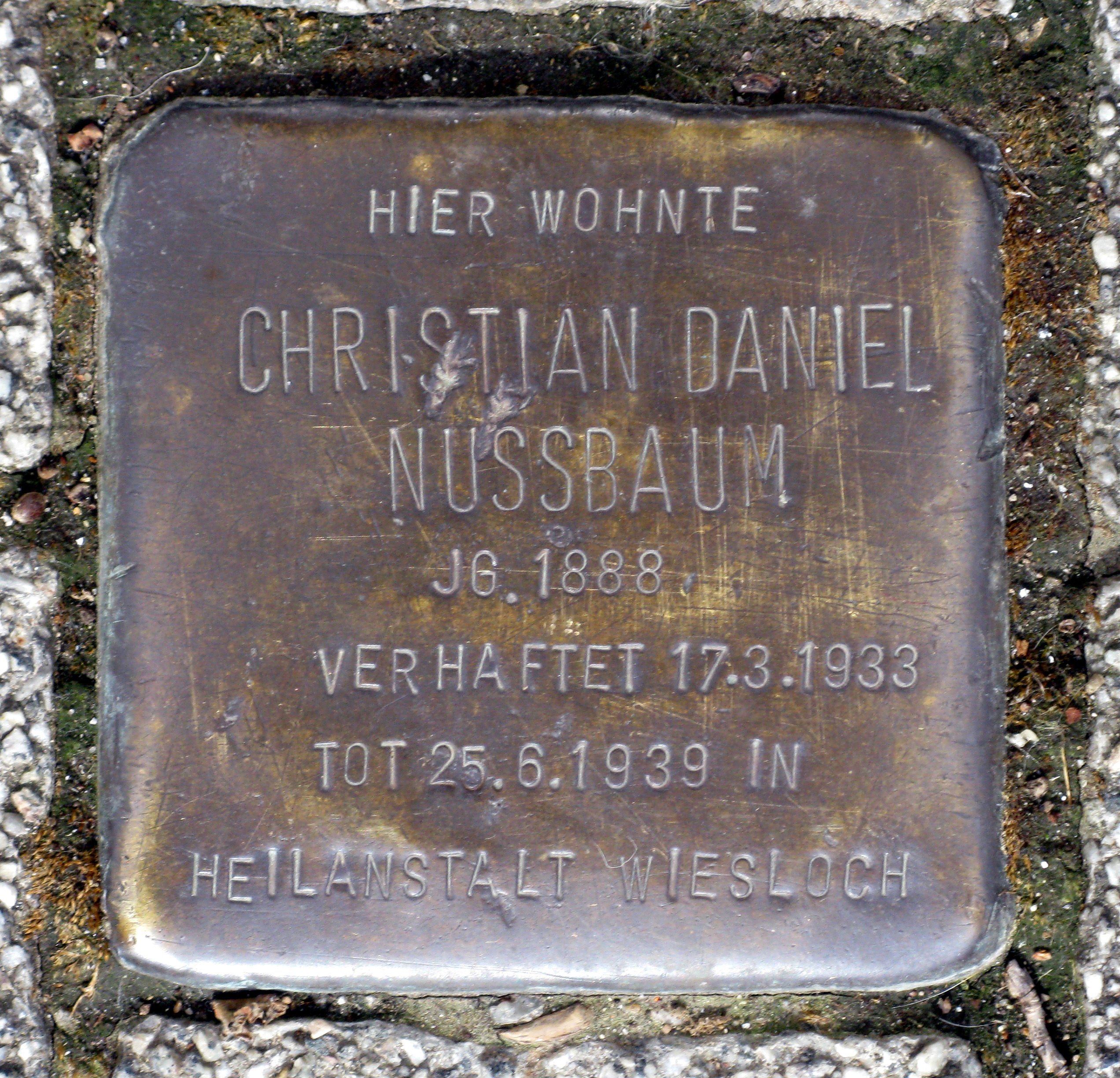
Stolperstein in der Barbarastr. 1 in Freiburg

Der Genetiker und Wissenschaftshistoriker Benno Müller-Hill hielt seine Auswertung der Krankenakte Nußbaums 1998 in einem Privatdruck fest. Von Müller-Hill befragte Zeitzeugen schildern Nußbaum als normalen, sehr intelligenten, kulturell interessierten Menschen und überragende Persönlichkeit. In den Freiburger Stadtteilen Wiehre  und Stühlinger  erinnern seit 2004 beziehungsweise 2005 zwei Stolpersteine an Nußbaum. Im November 2013 wurde vor dem früheren Sitz des Badischen Landtags im Karlsruher Ständehaus ein weiterer Stolperstein für Nußbaum verlegt.
Nußbaum starb am 25. Juni 1939 in der Anstalt Wiesloch; die Todesumstände werden kontrovers diskutiert: Dem Heidelberger Historiker Frank Engehausen zufolge wurde Nußbaum laut den Krankenakten „nach den damaligen Regeln der Kunst gepflegt“; Hinweise auf eine Ermordung gebe es in den Akten nicht. Der Leiter des Karlsruher Stadtarchivs, Otto Bräunche, sieht Nußbaum nicht als Opfer des Nationalsozialismus. Das Stadtarchiv und der Karlsruher Koordinationskreis für Stolpersteinverlegungen strebten eine Änderung der Inschrift auf dem Karlsruher Stolperstein an, auf dem Nußbaum als „ermordet“ bezeichnet wurde. Im Mai 2017 wurde der Stolperstein entfernt, nachdem Gunter Demnig es abgelehnt hatte, die Inschrift zu ändern. Andreas Meckel, Mitinitiator der Freiburger Stolpersteine, verweist auf ein Schreiben vom 12. Juni 1939, in dem der Freiburger Oberbürgermeister Franz Kerber Gauleiter Wagner darauf aufmerksam macht, dass sich eine Pflegerin für Nußbaums Entlassung eingesetzt habe, und annimmt, dass der Gauleiter „sich vielleicht selbst die geeigneten Maßnahmen vorbehalten“ wird. Dies lege nahe, dass Kerber die Ermordung Nußbaums empfahl. Im April 2025 wurde ein neuer Stolperstein mit dem alten Text wie der 2017 entfernte Gedenkstein an gleicher Stelle wieder eingefügt. Auf Anfrage der Tageszeitung Badische Neueste Nachrichten erklärte die Karlsruher Stadtverwaltung, die Stadt akzeptiere dies, „weil die inhaltliche Verantwortung für das Projekt beim Künstler liegt“. Andreas Meckel, der für den Text „Ermordet, 25.6.1939“ verantwortlich zeichnet, bekräftigte auf Nachfrage seine Einschätzung von 2017, dass das Schreiben des damaligen NS-Oberbürgermeisters von Freiburg, Franz Kerber, ein klares Indiz für die Ermordung Nußbaums sei. Schließlich habe Kerber Gauleiter Wagner in diesem Schreiben vom 12. Juni 1933 nahegelegt  gegen Nussbaum „geeignete Maßnahmen“ zu ergreifen und „zwei Wochen später war Nussbaum tot“.